# Вафина, Александра Александровна
Алекса́ндра Алекса́ндровна Ва́фина (род. 28 июля 1990, Алма-Ата) — российская хоккейная нападающая «Динамо-Невы». Мастер спорта России международного класса.

## Карьера
Начала заниматься хоккеем в Усть-Каменогорске в 1998 году, куда переехала из Алма-Аты, под руководством тренера Аркадия Белоусова и своей мамы Любови. С 2005 по 2011 год выступала за команду «Факел», в сезоне 2010/11 стала бронзовым призёром чемпионата России. С 2011 по 2013 играла в студенческой лиге в США в команде университета «Миннесота Дулут», где одновременно проходила обучение. В 2013 вернулась в Россию и сезон 2013/14 играла за «Факел».
С 2014 года выступала в Канаде в клубе «Калгари Динос». В сезоне 2015/16 вошла в состав 1-й пятёрки «Всех звёзд» женской Канадской хоккейной лиги «CanadaWеst», и стала 2-м бомбардиром лиги по итогам сезона.
В сезоне 2017/18 являлась игроком уфимской «Агидели». В её составе стала чемпионом ЖХЛ.
Сезон 2018/19 провела в нижегородском «СКИФе». С командой заработала бронзовые медали ЖХЛ.
В сезоне 2019/20 выступала за петербургский «СК Горный». В следующем сезоне выступала за китайский «КРС Ванке Рэйз».
В июле 2021 года стала хоккеисткой клуба «Динамо-Нева» из Санкт-Петербурга, подписав контракт на сезон 2021/22.

### Карьера в сборной
На Олимпийских играх 2010 в составе сборной России провела 5 матчей в которых отметилась одной шайбой. Также участвовала в Олимпийских играх 2014 (1 шайба).
Участница юниорского чемпионата мира 2008. С того же года регулярно выступала на чемпионатах мира.
Бронзовый призёр чемпионатов мира 2013, 2016, чемпионка Универсиады 2015 и 2017.
Победитель и лучший игрок 1-й зимней Спартакиады молодёжи России 2008 в составе команды Уральского федерального округа.
Представляет Челябинскую область и Челябинск.

## Образование
Окончила Уральский государственный университет физической культуры, с 2011 по 2013 год училась в магистратуре университета «Миннесота Дулут». Также училась на социальном факультете Университета Калгари.

## Семья
Мать Александры Любовь также хоккеистка и выступала вместе с дочерью за «Факел». Любовь Вафина участвовала в Олимпийских играх 2002 в составе сборной Казахстана.